# Edil Rosenqvist
Edil Albert Rosenqvist, född 11 december 1892 i Degerby, död 14 september 1973 i Helsingfors, var en finländsk brottare.
Rosenqvist vann OS-silver i grekisk-romersk brottning i Antwerpen 1920 (82,5 kg) och i Paris 1924 (över 82,5 kg), men blev utslagen i fribrottning i Amsterdam 1928. Han erövrade världsmästartiteln i lätt tungvikt 1921 och 1922 samt EM-brons i lätt tungvikt 1930. Han tog därtill nordiska mästerskap i tungvikt 1921 och 1925 jämte fyra FM-titlar, i tungvikt 1919 och 1920, i lätt tungvikt 1921 och 1930. Han var yrkesverksam som chaufför och affärsman. 